# Derrington-Francis
Derrington-Francis Racing Team var ett brittiskt formel 1-stall.
Sedan Automobili Turismo e Sport lagt ned sin F1-satsning efter säsongen 1963 köpte motorspecialisten Vic Derrington och Alf Francis, tidigare mekaniker åt Stirling Moss, en av det italienska stallets ATS Tipo 100-bilar. Derrington-Francis byggde om bilen som sedan deltog i ett formel 1-lopp, i Italien 1964. Planerna på fler lopp grusades när Dan Gurney kraschade bilen under träning senare under året.

## F1-säsonger
| Säsong | Tävlingsnamn                   | Bil                | Motor      | Poäng | Förare 1               |
| ------ | ------------------------------ | ------------------ | ---------- | ----- | ---------------------- |
| 1964   | Derrington-Francis Racing Team | Derrington-Francis | ATS 1.5 V8 | 0     | Mario Araujo de Cabral |